# Caloptilia semifascia
Caloptilia semifascia là một loài bướm đêm thuộc họ Gracillariidae. Nó được tìm thấy ở hầu hết châu Âu, ngoại trừ Iberian Peninsula, Ireland, Iceland và phần phía tây của the bán đảo Balkan.
Sải cánh dài 10–12 mm.
Ấu trùng ăn Acer campestre. Chúng ăn lá nơi chúng làm tổ.

## Phân loại
Some authors consider it a synonym of Caloptilia onustella.

## Hình ảnh

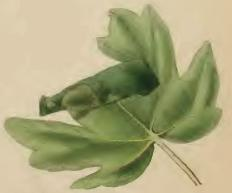
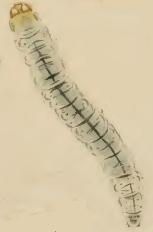